# Tisbe celata
Tisbe celata är en kräftdjursart som beskrevs av Humes 1954. Tisbe celata ingår i släktet Tisbe och familjen Tisbidae. Inga underarter finns listade i Catalogue of Life.